# Macskák húgycsőelzáródása
A macskák húgycsőelzáródása (obstruktiv urolithopatia) egy azonnali beavatkozást igénylő, kezelés nélkül halálos betegség, mely elsősorban a kandúrokat veszélyezteti. A hevennyé vált állapot minden különösebb hozzáértés nélkül is könnyen felismerhető a tünetek és a könnyen kitapintható, ringló szilványira nőtt húgyhólyag alapján. Ez az állapot azonnali orvosi vészhelyzet, mely időben kezelve tökéletesen gyógyítható, kezelés nélkül három napon belül teljes bizonyossággal halálos.
A betegség kutyáknál (főként kankutyáknál) szintén előfordul, kezeletlenül a kimenetele is hasonló, de az állat többnyire nagyobb mérete és a macskától valamelyest eltérő anatómiája miatt viszonylag könnyebben kezelhető.

## Okai
A húgycsőelzáródás a macskákon gyakori alsó húgyúti betegség (FLUTD – Feline lower urinary tract disease) legsúlyosabb kimenetele. A helytelen táplálás, kevés folyadékbevitel, túlsúly, kevés mozgás miatt apró kristályos törmelék és apró kövek alakulnak ki a húgyhólyagban, melyek eleinte még könnyebben, majd a mennyiség fokozódásával egyre nehezebben tudnak távozni, majd a húgycsőben összeállhatnak egy homokból és szerves maradványokból álló dugóvá. Nőstény macskákon ritkábban jelentkezik a betegség, az igen szűk húgycsövű kandúrokon viszont kifejezetten gyakori. Az előfordulás legjellemzőbb életkora a 2. és 5. év között van, utána ritkább. A nehezen észlelhető kezdeti tünetek után többnyire váratlanul lép fel a rendkívül fájdalmas teljes elzáródás. Az általa okozott húgyhólyagrepedés, vagy teljes veseleállás néhány napon belül minden esetben végez az állattal. Ritkán az elzáródást daganat is okozhatja.
Itt jegyzendő meg, hogy bár nem tartozik a kórképhez, a macskák nagyobb magasságból való leesése, autóbaleset, ütés is kiválthat azonnali műtétet követelő hólyagrepedést.

## Tünetek
A teljes elzáródás kialakulását egy hosszabb folyamat előzi meg. A macska erőlködve próbál pisilni, sok esetben eközben nyávog fájdalmában. A vizelés eleinte még sikerülhet, de később egyre nehezebben megy. Az apró, éles homokszemcsék fájdalmasan felkarcolják a húgycső falát, a sérülések gyulladásos folyamatot indíthatnak el. A teljes elzáródás előtt a macska sokszor már csak csak néhány csepp véres vizeletet produkál, nagy fájdalmak közepette.
A teljes elzáródás kialakulásakor a macska többé nem képes vizelni a húgycsövet teljesen elzáró törmelék miatt. Sokszor az állat gazdája csak annyit vesz észre, hogy a macska nem jön oda az étel adásakor, gubbaszt, nem eszik, nem iszik, hány, nem akar mozogni, a meleg helyet keresi, néhány óra alatt teljesen leesik a lábáról.
Próbál erőlködve vizelni, a teljesen megtelt, pattanásig feszült hólyag elviselhetetlen vizelési ingert és fájdalmat okoz számára, nem viseli az ölbevételt sem.

## A betegség kimenetele és szövődményei
Az állapot egyik lehetséges kimenetele egy erőteljesebb mozdulatra bekövetkező húgyhólyagrepedés. Ennek bekövetkezte után a hólyag természetesen már nem tapintható, de a hasüregbe folyó véres vizelet hamarosan súlyos hashártyagyulladást vált ki. Hólyagrepedés nélkül a túlnyomás hatására a veseműködés előbb még visszafordíthatóan, majd véglegesen leáll. Mindkét eset azonnali műtétet igénylő orvosi vészhelyzet, elmulasztása minden esetben az állat elpusztulásával jár.
Rendszeresen visszatérő részleges dugulások, hólyagkő, hólyaghomok irritálják a hólyagot és a húgycsövet, komoly fájdalmat és gyulladásokat okoznak, rontják a veseműködést, potenciálisan teljes elzáródást okozhatnak, ezért még időben kezelendők. Az időben végrehajtott kisebb kezelés az állat számára nem annyira megterhelő, a gazda számára jóval kisebb anyagi kiadást jelent.

## Az állat gazdájának tennivalói
Az első alkalommal, amikor nehéz, fájdalmas, vagy véres vizelést tapasztalunk, azonnal állatorvoshoz kell fordulni. Az elzáródás miatt erősen megtelt húgyhólyag könnyen tapintható egy feszes, fájdalmas, ringló méretű képlet formájában a has körülbelüli közepén, nem annyira lent, mint az embernél. A hólyag megtalálásának legcélszerűbb módja a hüvelykujjal az egyik, a többi ujjal a másik irányból a hasat körülfogva oldalról végigtapintani. Kövér macskáknál a kitapintás nehezebb, de a telt hólyag náluk is megtalálható. A hólyagot nyomni nem szabad a kiszakadás veszélye miatt. Heveny elzáródás és teljes vizeletkimaradás esetén esetén azonnal műtétek elvégzésére is képes állatklinikát kell felkeresni. Etetni és itatni nem szabad, úgysem fogadná el. A macskát minden komolyabb mozgatás nélkül, a lehető legkíméletesebben kell az orvoshoz eljuttatni, ne feledjük, igen komoly fájdalmai vannak. Teljes elzáródás esetén egy nap késlekedés is az állat életébe kerülhet.

## Az elzáródás kivizsgálása
Az állatorvos az állat fizikai vizsgálatával, a has áttapintásával, ha még van vizelet, akkor az üledék mikroszkópos ellenőrzésével, ultrahanggal, röntgennel, a vérvétel eredményével próbálja diagnosztizálni, hogy vesehomok, vesebetegség, vagy egyéb gyulladás áll a panaszok hátterében. Teljes elzáródást a hatalmasra nőtt húgyhólyag önmagában is bizonyít. Kiszakadt húgyhólyag ultrahanggal és a hasüregből leszívott véres vizelettel mutatható ki.

## A részleges és időszakos elzáródás kezelése
Részleges, vagy időszakos elzáródás esetén az orvos katéterrel próbálja meg felszabadítani a húgycsövet, majd azon keresztül átöblíti a hólyagot. A katétert néha napokig bent kell hagyni, a hólyagot is többször át kell öblíteni hígított Betadines vagy hasonló oldattal. Sikeres átmosás után többnyire antibiotikum kezelés következik. A kezelést különlegesen nyugodt macskánál ébren is meg lehet próbálni, vadabbaknál enyhe bódítást kell alkalmazni.

## A teljes elzáródás kezelése
Az orvos az életveszély elhárítására megpróbálja katéterrel felszabadítania húgycsövet, ez szerencsés esetben sikerülhet is. Ha ez nem sikerül, altatásban azonnali életmentő műtéti beavatkozást kell végezni, melynek során eltávolítják a szűkületet okozó szakaszt, egyfajta sztómát kialakítva. A műtét komolysága, valamint az infúziós, antibiotikumos gyógykezelés miatt több napos kórházi elhelyezés szükséges. Amennyiben a veseműködés már leállt, vagy károsodott, gyógyszeres infúzióval próbálják megindítani, vagy helyreállítani. Siker esetén még előfordulhat egy ideig véres vizelés, vagy kisebb elzáródás. Műtét után tíz nappal eltávolítják a varratokat. Ha beavatkozás sikeres volt, a veseműködés még nem károsodott, az állat teljes értékű életet élhet, várható élettartama nem csökken. Amennyiben késve történik az orvoshoz vitel és a beavatkozás, a veseműködés végképp leállt és nem sikerül újraindítani, az állat túlélése esélytelen. A hólyagrepedés kizárólag műtéti úton gyógyítható, de a hashártyagyulladás valószínűsége miatt a felgyógyulás esélye kisebb.

## A kiújulás megelőzése
Az eltávolított homokot analizálni kell. Gyógyszeresen oldható, vagy megelőzhető homoknál gyógyszeres kezelés kell. Nem oldható fajtánál egyrészt a képződést kell megakadályozni táplálékváltással, speciális gyógytápokkal, másrészt az eltávozást megkönnyíteni a folyadékbevitel emelésével. Az állat gazdájának gondoskodni kell az ilyen esetekben előírt speciális táplálásról, a tilalmak betartásáról. Figyelnie kell az állat nehéz vizelését, véres vizelet megjelenését. Meg kell tanulnia a hólyag kitapintásának egyébként igen könnyű módszerét, újabb kezdődő elzáródás gyanúja esetén az állatot időben vissza kell vinni az orvoshoz átöblítésre. Sztóma kialakítása után az esetleges újabb elzáródás katéterrel könnyen felszabadítható, újabb műtétre csak nagyon ritkán kerül sor.